# Komorniki (województwo podlaskie)
Komorniki – wieś w Polsce położona w województwie podlaskim, w powiecie augustowskim, w gminie Bargłów Kościelny.
| SIMC    | Nazwa   | Rodzaj    |
| ------- | ------- | --------- |
| 0754354 | Chapowo | część wsi |

W latach 1975–1998 miejscowość administracyjnie należała do województwa suwalskiego.